# Adam Lisewski
Adam Michał Lisewski, född 20 februari 1944 i Warszawa, död 23 februari 2023 i Warszawa, var en polsk fäktare.
Lisewski blev olympisk bronsmedaljör i florett vid sommarspelen 1968 i Mexico City.